# Kenneth MacKenna
Kenneth MacKenna (* 19. August 1899 in Canterbury, New Hampshire; † 15. Januar 1962 in Glendale, Kalifornien) war ein US-amerikanischer Schauspieler und Regisseur.

## Leben

### Familie
MacKenna wurde als Leo Mielziner Jr. in Canterbury im US-Bundesstaat New Hampshire geboren. Er war der erstgeborene Sohn von Ella Lane Friend und des Porträtkünstlers Leo Mielziner. Sein Großvater väterlicherseits war der prominente Reformrabbiner Moses Mielziner. Sein Bruder war der mehrfach mit dem Tony Award ausgezeichnete Szenenbildner Joseph „Jo“ Mielziner.
Am 17. Januar 1931 heiratete MacKenna die Schauspielerin Kay Francis. Die Ehe wurde am 22. Februar 1934 geschieden. Am 13. August 1938 heiratete er die Schauspielerin Mary Philips, mit der er bis zu seinem Tod verheiratet war – beide galten als langjährige Förderer der Künste. Philips hatte eine erfolgreiche Karriere als Bühnen- und Filmstar im goldenen Zeitalters des Theaters und war von 1928 bis 1938 in erster Ehe mit Humphrey Bogart verheiratet.
In Mary C. Hendersons Buch über seinen Bruder, den Produktionsdesigner Jo Mielziner, Mielziner: Master of Modern Stage Design (2001), heißt es: „Kenneth MacKenna war das klassische Beispiel des erstgeborenen Sohnes. Als er das Mannesalter erreichte, fühlte er sich verpflichtet, für seine gesamte Familie zu sorgen: Mutter, Vater und Geschwister. Verantwortungsbewusst, intelligent und klar im Kopf, entwickelte er ständig Strategien für seine Familie, als wüsste er instinktiv, was das Beste sei – und er hatte meistens recht.“ (S. 92). MacKennas Hingabe an seine Ehefrau Mary Philips, an seinen Bruder Jo sowie dessen adoptierten Sohn Michael setzte sich bis zu seinem Tod fort. Sein beruflicher Erfolg als Regisseur bei Metro-Goldwyn-Mayer ermöglichte es ihm, die Karriere seines Bruders zu unterstützen.
Er starb im Alter von 62 Jahren an den Folgen einer Krebserkrankung und fand seine letzte Ruhe im Forest Lawn Memorial Park in Glendale. Er wurde von seiner zweiten Ehefrau überlebt, die später neben ihm beigesetzt wurde.

### Karriere
MacKenna war zunächst im Anleihen- und Aktiengeschäft tätig, bis er von William Brady entdeckt wurde. Sein Broadway-Debüt hatte er 1920 im Bühnenstück Opportunity. Im September 1924 trat er zusammen mit Mary Philips und Humphrey Bogart zusammen in der Broadway-Adaption Nerves des Lester del Rey Romans Nervensache auf – die Schauspieler wurden lebenslange Freunde und Philips und Bogart heirateten schließlich.
Erste Rollen vor der Kamera hatte er im Jahr 1925 als Johnny King in der Stummfilm-Komödie A Kiss in the Dark und als Bob Hawley in Miss Bluebeard. 1927 war MacKenna in At 9:45 zu sehen. Während seiner Zeit in New York City inszenierte und produzierte er außerdem Stücke für die „Theater Guild“.
Als Mäzen der ersten Produktion von South Pacific schlug MacKenna Richard Rodgers vor, die Buchvorlage als Musical umzusetzen. Die Rodgers waren langjährige Freunde der Familie von MacKenna. Mary Martin, die in der ersten Produktion von South Pacific die Hauptrolle gespielt hatte, fertigte einen bestickten Schal mit den Unterschriften des Ensembles an und überreichte ihn den MacKennas als Dankeschön. Der Schal wurde später Philips’ Cousine Lucille Hackett (geb. Bardorf) geschenkt.
Ab 1929 führte er unter Vertrag von Fox bei einigen Filmen in Hollywood Regie, bevor er Mitte der 1930er-Jahre an den Broadway zurückkehrte. Im März 1930 wurde er mit dem Photoplay Award in der Kategorie „Best Performances of the Month“ für seine Rolle in John Fords Film U 13 ausgezeichnet. Bei dem von ihm produzierten Film Good Sport aus dem Jahr 1931 führte er Regie und war selbst in einer Nebenrolle zu sehen.
Später wurde er von Metro-Goldwyn-Mayer als Drehbuchautor eingestellt und, zurück in Los Angeles, zum Abteilungsleiter befördert. Im Jahr 1950 steuerte er für The Next Voice You Hear… Teile des Drehbuchs bei. In den späten 1950er-Jahren war er sowohl vor der Kamera als auch auf der Bühne zu sehen.
Der Schriftsteller und Filmproduzent Dore Schary, in den 1950er-Jahren Produktionsleiter bei Metro-Goldwyn-Mayer, beschrieb MacKenna als „intelligent und gebildet – mit gutem Humor – und unbestechlich. Er hatte im Ersten Weltkrieg gedient und war im Zweiten Weltkrieg wieder in den Einsatz gegangen. Wir mochten und vertrauten einander in schneller Freundschaft.“
Seine letzten Auftritte vor der Kamera hatte MacKenna 1961 im Film Urteil von Nürnberg als Richter Kenneth Norris und in einer Folge der Fernsehserie Stationsarzt Dr. Kildare als Bischoff Fanning sowie 1962 als Paul Logan in Der Tiger ist unter uns. Der Film Urteil von Nürnberg wurde weniger als einen Monat vor MacKennas Tod veröffentlicht. Im deutschen Sprachraum wurde MacKenna unter anderem von Curt Ackermann, Walter Holten und Hartmut Reck synchronisiert.

## Archiv
MacKennas Rolle als Mäzen und seine Tätigkeit als Regisseur bei Metro-Goldwyn-Mayer sind in den Mielziner-Papieren der New York Public Library sowie der Bibliothek von Metro-Goldwyn-Mayer dokumentiert.

## Filmografie (Auswahl)

### Darsteller
- 1925: A Kiss in the Dark
- 1925: Miss Bluebeard
- 1926: Die schönste Frau der Staaten
- 1926: Women Men Like
- 1927: The Lunatic at Large
- 1929: Pleasure Crazed
- 1929: South Sea Rose
- 1930: U 13
- 1930: Crazy That Way
- 1930: The Three Sisters
- 1930: Temple Tower
- 1930: Man Trouble
- 1930: The Virtuous Sin
- 1930: Sin Takes a Holiday
- 1930: Forever Yours
- 1931: The Man Who Came Back
- 1931: The Spider
- 1931: Good Sport
- 1932: Those We Love
- 1933: Sensation Hunters
- 1960: Der Spätzünder
- 1960: Bonanza (Fernsehserie)
- 1960: Hong Kong (Fernsehserie)
- 1961: The Barbara Stanwyck Show (Fernsehserie)
- 1961: Alfred Hitchcock präsentiert (Fernsehserie)
- 1961: Urteil von Nürnberg
- 1961: Stationsarzt Dr. Kildare (Fernsehserie)
- 1962: Der Tiger ist unter uns

### Regisseur
- 1931: Always Goodbye
- 1931: The Spider
- 1931: Good Sport
- 1932: Careless Lady
- 1933: Walls of Gold
- 1934: Sleepers East

## Theater (Auswahl)
- 1920: Immodest Violet
- 1920: Opportunity (48th Street Theatre, New York)
- 1922: The Nest (48th Street Theatre, New York)
- 1922: The Endless Chain
- 1922: The World We Live In
- 1923: Dumb-bell
- 1923: The Mad Honeymoon
- 1923: The Crooked Square
- 1923: Windows (Garrick Theatre, New York)
- 1923: Dumb-bell (Belmont Theatre, New York)
- 1924: The Far Cry
- 1924: We Moderns (Gaiety Theatre, New York)
- 1924: Catskill Dutch
- 1924: Nerves
- 1924: The Far Cry
- 1924: We Moderns
- 1925: Oh Mama
- 1925: The Sapphire Ring
- 1925: Immodest Violet
- 1926: What Every Woman Knows
- 1926: The Masque of Venice
- 1928: A Play Without a Name
- 1928: The Big Pond
- 1934: Merrily We Roll Along
- 1934: Wife Insurance
- 1934: By Your Leave
- 1935: Macbeth
- 1935: Othello
- 1936: Co-respondent Unknown (Ritz Theatre, New York)
- 1936: Aged 26
- 1937: Be So Kindly
- 1937: Penny Wise (Morosco Theatre, New York)
- 1959: The Highest Tree